# Ścienne
Ścienne – wieś w Polsce położona w województwie zachodniopomorskim, w powiecie stargardzkim, w gminie Ińsko, położona 4,5 km na południowy wschód Inska (siedziby gminy) i 35 km na północny wschód od Stargardu (siedziby powiatu), położona 5,5 km na północny zachód Inska (siedziby gminy) i 32 km na północny wschód od Stargardu (siedziby powiatu).
W latach 1975–1998 miejscowość administracyjnie należała do województwa szczecińskiego. 

## Geografia
Wieś sołecka położona na Pojezierzu Ińskim, nad jeziorem Strażno, na terenie Ińskiego Parku Krajobrazowego — 412 mieszk. w 2008 r.

## Zabytki
- park dworski, pozostałość po dworze[4].